# 阿莫罗西
阿莫罗西（義大利語：Amorosi），是意大利贝内文托省的一个市镇。总面积11.03平方公里，人口2909人，人口密度263.7人/平方公里（2009年）。ISTAT代码为062002。